# Scenografija
Scenografija je eno izmed področij gledališke umetnosti in filmske umetnosti. Zaradi likovnih in arhitekturnih elementov, ki so potrebni za oblikovanje prostora igre ali filmske zgodbe, je tesno povezana z likovno umetnostjo in arhitekturo.
Čeprav je v tujini scenografija razvita tudi kot samostojna stroka, se v Sloveniji le počasi uveljavlja kot taka. Na Akademiji za gledališče, radio, film in televizijo v Ljubljani sicer potekajo predavanja o scenografiji, ki jih vodi prof. Meta Hočevar, vendar pa še vedno ni samostojnega študijskega programa za poklicno izobraževanje scenografov. Tako so slovenski scenografi akademsko šolani slikarji in diplomirani arhitekti.

## Slovenska gledališka scenografija
Prvi koraki scenografije v slovenskih gledališčih, ki so navedeni v pisnih virih, segajo v 19. stoletje. Tedaj se je za oblikovanje odrskega prostora uporabljalo kulise in prospekte. Kulise je naše gledališče navadno že narejene kupilo ali si jih sposodilo od ostalih evropskih gledališč. Večinoma so jih nato preslikavali in prirejali za številne predstave, saj ni bilo denarja, da bi lahko za vsako novo predstavo naredili ali kupili popolnoma nove kulise. Tako je ostalo vse do konca prve svetovne vojne, ko so se pojavile prve težnje po oblikovanju odrskega prostora. Sprva so uporabljali še ostanke starih predvojnih  kulis, okoli leta 1920 pa so jih zamenjale prave inscenacije, kot so jim tedaj pravili. Ker denarja nikoli ni bilo dovolj, so nove scenografske zamisli nastajale le za pomembnejše predstave. Tako je ostalo skoraj do tridesetih let 20. stoletja, ko lahko tudi v slovenskem prostoru začnemo govoriti o prvih slovenskih scenografih.

### Znani slovenski scenografi
Z inscenacijami so se sprva ukvarjali predvsem odrski mojstri in v tujih gledaliških scenskih delavnicah šolani slikarji, na primer znameniti Vaclav Skrušny. Leta 1920 je za ljubljansko Narodno gledališče začel delati scenograf Milan Klemenčič. Klemenčič, danes sicer bolj znan kot začetnik slovenskega lutkarstva, je bil po izobrazbi slikar, ki se je konec 19. stoletja šolal v znameniti gledališki delavnici Karla Lautenschlegerja. S Klemenčičem se je začel pravi razvoj slovenske scenografije. Za nekaj let so oblikovanje odrskega prostora na Slovenskem prevzeli akademsko šolani slikarji z znamenitim Ivanom Vavpotičem na čelu. Doba slikarjev scenografov je trajala vse do prvega gostovanja priznanega hrvaškega režiserja Branka Gavelle, ki je v scenski postavitvi bolj kot likovne prvine videl pomen arhitekturnih elementov. Po njegovem odhodu je scensko ustvarjanje na slovenskih odrih zajel val arhitektov, med njimi Bojan Stupica, Boro Rotovnik in drugi. V zadnjih letih pa se vedno boj uveljavljajo tudi mladi scenografi, ki so hkrati dramaturgi in povezujejo oba poklica v čudovito enost. Naj med njimi omenim mlado scenografko in dramturginjo Evo Mahkovic, ki je ob Dušanu Jovanoviću in Mitji Čandru pomembno doprinesla k izvrstni uprzoritvi Bobby in Boris, krstna uprizoritev 7. januarja 2012, Legendarne šahovske partije kot napete psihološke vojne v SNG Drami Ljubljana.